# Roxas, Palawan
Roxas là một đô thị hạng 1 ở tỉnh Palawan, Philippines. Theo điều tra dân số năm 2000, đô thị này có dân số 47.242 người trong 9.435 hộ.

## Barangay
Roxas được chia thành 31 barangay.
| - Abaroan - Antonino - Bagong Bayan - Caramay - Dumarao - Iraan - Jolo - Magara (Arasan) - Malcampo - Mendoza - Narra (Minara) | - New Barbacan (Retac) - New Cuyo - Barangay 1 (Pob.) - Rizal - Salvacion - San Isidro - San Jose - San Miguel - San Nicolas - Sandoval | - Tagumpay - Taradungan - Tinitian - Tumarbong - Barangay II (Pob.) - Barangay III (Pob.) - Barangay IV (Pob.) - Barangay V Pob. (Porao Islan - Barangay VI Pob. (Johnson Is - Nicanor Zabala |